# Dead Silence (album)
Dead Silence – czwarty studyjny album zespołu rockowego Billy Talent wydany 11 września 2012, wyprodukowany przez gitarzystę zespołu Iana D’Sa. Zostały wydane trzy single: Viking Death March, Surprise,Surprise i Stand Up and Run. Okładka została stworzona przez znanego artystę, Kena Taylora.

## Lista utworów
1. Lonely Road to Absolution
2. Viking Death March
3. Surprise Surprise
4. Runnin' Across the Tracks
5. Love Was Still Around
6. Stand Up and Run
7. Crooked Minds
8. Man Alive!
9. Hanging By a Thread
10. Cure for the Enemy
11. Don't Count on the Wicked
12. Show Me the Way
13. Swallowed Up by the Ocean
14. Dead Silence